# Cameron Stewart (auteur)
Cameron Stewart, né à Toronto en 1975, est un auteur de bande dessinée canadien qui travaille pour l'industrie du comic book depuis le début des années 2000.

## Biographie
En 2020, il est accusé d'avoir abusé de son statut pour séduire des jeunes filles parfois mineures.

## Œuvres publiées en français
- Assassin's Creed : Subject 4, avec Karl Kerschl, Les Deux Royaumes, 2012.
- De l'autre côté (dessin), avec Jason Aaron, Urban Comics, coll. « Vertigo Deluxe », 2013.
- Sin Titulo, Ankama Éditions, 2014.

## Prix et récompenses
- 2010 : Prix Eisner de la meilleure bande dessinée en ligne pour Sin Titulo